# Maskulinismus
Maskulinismus ist das Eintreten für die Rechte und Bedürfnisse von Männern mit einer androzentrischen Ideologie naturbedingter männlicher Überlegenheit, welche sich in Männerbünden und antifeministischen Bewegungen artikuliert. Eine Kernthese lautet, dass Männer von Müttern und Frauen unterdrückt werden und sich auf ihre Männlichkeit zurückbesinnen sollten.
Gelegentlich wird die Bezeichnung Maskulismus als Synonym für Maskulinismus verwendet. Hingegen unterscheiden andere Autoren inhaltlich zwischen den beiden Begriffen und sehen einen Unterschied im propagierten Männlichkeitsbild: Während Maskulinismus von der natürlichen Überlegenheit des Mannes ausgehe, nehme der Maskulismus eine opferideologische Position ein und sehe den Mann in erster Linie als Opfer. Sowohl Maskulinismus als auch Maskulismus sind Formen des Antifeminismus. Im Deutschen grammatikalisch korrekt ist die Bezeichnung Maskulinismus.
In den Vereinigten Staaten entstanden im späten 19. und frühen 20. Jahrhundert maskulinistische Männer- und Väterrechtsgruppen als Reaktion auf den Feminismus. Antifeministische Gruppierungen, die von ihnen als männertypisch betrachtete Rechte und Bedürfnisse proklamieren, verwenden für ihre Bewegung seit den 1970er Jahren den abgewandelten Begriff Maskulismus oder Männerrechtsbewegung.

## Begriffsgeschichte

### Begriff in Medizin und Zoologie
In der Medizin und Zoologie wird „das Vorhandensein oder die Ausbildung weiblicher Geschlechtsmerkmale beim Mann oder beim männlichen Tier“ als medizinische Störung eingeordnet, die etwa seit Mitte des 19. Jahrhunderts als Feminismus, Feminisierung oder Verweiblichung bezeichnet wurde. Zugleich wurde auch die Ausbildung männlicher Geschlechtsmerkmale bei Frauen mit dem Gegenbegriff des Masculinismus bezeichnet. Unter den Oberbegriff Masculinismus wurden körperliche Entwicklungen bei Frauen gefasst wie beispielsweise „starker Knochenbau, kräftige Muskeln, tiefe Stimme und Bart“. Die Fälle sah man als sehr selten an, Übergangsfälle jedoch als häufig. Der belgische Botaniker Emile Laurent (1861–1904) sprach von Zwitterbildungen, Feminismus, Hermaphroditismus und Masculinismus.
Die Pathologisierung von nicht eindeutig zweigeschlechtlichen Körpern war im 19. Jahrhundert das Ergebnis des wachsenden Drucks zur eindeutigen Zweigeschlechtlichkeit bürgerlicher Geschlechterrollen. Die wissenschaftlichen Fachpublikationen waren geprägt von Angst und Ekel der männlichen Experten vor einer Entartung oder der Entwicklung einer Vorstufe oder Begleiterscheinung von Infantilismus und geistiger Behinderung, die auch kriminelles Verhalten begünstigen würden.
Eine klare Abgrenzung von primären, sekundären und tertiären Geschlechtsmerkmalen und Geschlechtsrolle bzw. Geschlechtshabitus war nicht möglich. Dies hielt den Druck auf die Polarisierung der Geschlechterrollen aufrecht, der im 19. Jahrhundert entstandenen war.

#### Beispiel 1908 USA: Maskulinismus bei Frauen, Feminismus bei Männern
Beispielsweise wurde Masculinismus für eine Anhörung über jugendliche Kriminalität im amerikanischen Repräsentantenhaus 1908 folgendermaßen beschrieben:
„Unter Maskulinismus versteht man, wenn eine Person die grundlegenden Geschlechtsmerkmale einer Frau und gleichzeitig bestimmte sekundäre Geschlechtsmerkmale des männlichen Typs besitzt, wie die Entwicklung von Körperbehaarung, kleine Brüste, ein schmales Becken usw. Der Kopf der männlichen Frau hat ähnliche Abmessungen wie der Kopf des Mannes und ist viel grösser als bei der Frau. Die Schultern können groß, das Becken und die Brüste wenig entwickelt sein. Es können eine starke Stimme, ein männlicher Gang und eine Vorliebe für energische Übungen und Gewohnheiten des Mannes und wenig Neigung zu weiblichen Beschäftigungen vorliegen.“
Feminismus beim Mann wurde für diese Anhörung dagegen folgendermaßen beschrieben:
„Der Feminismus beim Mann hingegen ist gekennzeichnet durch wenig entwickelte männliche Genitalorgane, weibliche Haltung und Gang, ein großes Becken, ausgeprägte Hüften, Brüste von beachtlicher Größe, reichlich Unterhautfett, zarte Haut, wenig Behaarung, weiche Stimme, morbide Emotionen und keine oder pervertierte sexuelle Wünsche.“

### Geschlechterpolitische Bedeutungserweiterung ab 1911 als Gegenbegriff zum Feminismus

#### Geschlechterpolitische Bedeutungserweiterung Begriff Feminismus ab 1872
Der Begriff Feminismus erfuhr 1872 seine geschlechterpolitische Bedeutungserweiterung durch das Buch L’Homme-femme (wörtlich Die Mann-Frau), in dem Alexandre Dumas der Jüngere auf einen Artikel des französischen Diplomaten und Schriftstellers Henri d'Iveville antwortet. Das Buch fand in der zunehmenden geschlechterpolitischen Debatte weite Resonanz und wurde im gleichen Jahr auch ins Deutsche übersetzt unter dem Titel „Mann und Weib“. Der französische Verleger und Journalist Émile de Girardin bestätigt Dumas Wortneuschöpfung in seiner Antwort. Da feminisme auch im Französischen bis dahin jedoch ein Begriff für eine medizinische Pathologie war, warf er Dumas vor, Frauen damit lächerlich zu machen und deren Emanzipationbemühungen zu diskreditieren (siehe Feminismus: Bedeutungserweiterung 1872 und geschichtlicher Hintergrund).

#### Geschlechterpolitische Bedeutungserweiterung Begriff Masculinismus in den USA
Die geschlechterpolitische Bedeutungserweiterung des Begriffs Maskulinismus ist zuerst in den USA zu beobachten. Er wurde von amerikanischen Frauenrechtlerinnen aufgebracht und verbreitet.

##### Artikel von Lida Parce Robinson 1908
Die amerikanische Frauenrechtlerin Lida Parce Robinson veröffentlichte im Juli 1908 einen Artikel über „Die Gefahren von exklusivem Maskulinismus“ in der Zeitschrift The Socialist Woman. Sie war die geschiedene Ehefrau des Generaladjutanten von Arizona Herbert Robinson, Mitglied der Frauenvereinigung eines Veteranenvereins (J. W. Owens Woman’s Relief Corps of Phoenix, Arizona) und engagierte sich für Frauenwahlrecht sowie Feminismus. In ihrem Artikel kritisiert sie, dass Feminismus stets als große Gefahr beschrieben würde, wies auf die Abwertung von Frauen sowie weltweite Probleme von Krieg, Armut und Ausbeutung hin und fragte: 
„Ist angesichts all dieser Fakten die Zeit nicht überreif für die Frage, ob ein exklusives Regime des Maskulinismus eine gute Sache ist? Davon gehen diejenigen aus, die den Feminismus mit Besorgnis betrachten. Sie gehen auch davon aus, dass der Feminismus mit Blick auf die Natur als Degeneration anzusehen ist und dass die Gefahr besteht, dass Feminismus auf heimtückische Weise eingeführt wird, ganz ohne unser Wissen und ohne unsere Zustimmung.“

##### Popularisierung durch Charlotte Perkins Gilman
Die amerikanische Frauenrechtlerin Charlotte Perkins Gilman popularisierte anschließend den Begriff und prägte den englischen Ausdruck masculist (dt.: Maskulist). Als maskulistisch charakterisierte sie misogyne Männer, wie den Autor Otto Weininger, das androzentrische politische und kulturelle Handeln von Männern und deren Widerstand gegen das Frauenwahlrecht als Maskulinismus. 1914 betitelte sie eine Vortragsreihe Studies in Masculism, in der sie den Ersten Weltkrieg als „masculism at its worst“ verdammte.

##### Einordnung durch Männer- und Männlichkeitsforschung
Als Maskulinismus beschreibt Michael Kimmel eine der „antifeministischen Antworten“ amerikanischer Männer auf die erstarkende Frauenbewegung und die Erosion der traditionellen Geschlechterrollen gegen Ende des 19. und zum Beginn des 20. Jahrhunderts. Die Maskulinisten dieser Strömung des Antifeminismus opponierten gegen eine angenommene Verweiblichung der amerikanischen Kultur und wollten reine Männer-Bereiche und -Institutionen („purified pockets of virility“) schaffen, in denen Jungen zu der Manneskraft und Härte erzogen werden sollten, die ihrem Geschlecht gemäß seien.

##### Nachschlagewerke
Laut dem Oxford English Dictionary wurde der Begriff masculinism (dt.: Maskulinismus) zum ersten Mal im Jahr 1911 in einem Aufsatz in der Zeitschrift The Freewoman verwendet. Im Merriam Webster wurde das englische Wort masculinist (dt.: Maskulinist, maskulinistisch) erstmals 1918 aufgezeichnet.
Das deutsche Wort Maskulismus verbreitete sich wesentlich langsamer und weniger als das Wort Feminismus.

## Begrifflichkeiten seit den 1970er Jahren
Der amerikanische Soziologe Arthur Brittan definiert Maskulinismus als die „Ideologie des Patriarchates“, die männliche Dominanz naturalisiere und legitimiere. Diese Überzeugung wird von einem Teil der Vertreter der Männerrechtsbewegung („men’s rights movement“) vertreten; einige Männerrechtler bezeichnen sich selbst als Maskulinisten oder werden so betitelt. Michael Meuser untersuchte Maskulinismus als dezidiert antifeministischen Diskurs in der deutschsprachigen Männerliteratur seit Ende der 1980er Jahre, in der „in einer Umdeutung feministischer Thesen Männer als das unterdrückte Geschlecht bezeichnet werden, in dem Bestreben die Fraglosigkeit dominanter Muster von Männlichkeit wiederherzustellen“. Dementsprechend schließen maskulinistische Diskurse häufig an Vorstellungen hegemonialer Männlichkeit an.
Eine Untersuchung des Wortes „Maskulinismus“ im englisch- und französischsprachigen Raum hat ergeben, dass der Begriff auf Englisch (masculinism) sich üblicherweise auf eine patriarchale Ideologie oder eine androzentrische Sichtweise bezieht. Auf Französisch (masculinisme) wird das Wort seit den 1990er Jahren vornehmlich für antifeministische Trends verwendet. Antifeministen sind sich selbst nicht einig, wie sie sich bezeichnen sollen, und schwanken zwischen den Wörtern „Maskulinist“ (masculinist), „Maskulist“ (masculist), „Hominist“ und „Aktivist für die Rechte von Männern“ oder „von Vätern“.
Analog zum Begriff Feminismus bezeichnen Männerrechtler wie Ferrell Christensen eine politische Anschauung, die davon ausgeht, dass (auch) Männer diskriminiert würden und diese Diskriminierung beseitigt werden müsse, als Maskulismus. Daniel Boyarin argumentiert dagegen, dass der Ausdruck Maskulismus aufgrund seiner terminologischen Ähnlichkeit zu Feminismus problematisch sei, da Maskulismus historisch ein Projekt männlicher Dominanz über Frauen sei, wohingegen Feminismus nicht das Ziel einer weiblichen Dominanz über Männer verfolge. Daniel Boyarin verwendet also „Maskulismus“, im Zusammenhang mit der traditionellen Lesart der Bibel, als Begriff für traditionelle Männlichkeitsideologie, und nicht als Begriff für die spezielle (jüngere) politische Strömung der Männerrechtsbewegung.

## Häufigkeit
Im Rahmen der Studie „Männer-Perspektiven: Auf dem Weg zu mehr Gleichstellung“ des Bundesministeriums für Familie, Frauen, Senioren und Jugend wurde 2017 die Häufigkeit von als maskulistisch eingestufte Einstellungen bei Männern und Frauen in Deutschland abgefragt. Abgefragt wurden u. a. Aussagen wie:
- Gleichstellungspolitik ist nur ein anderer Name für Frauenförderung.
- Frauen sind genug gefördert worden, jetzt sind die Männer dran.
- Männer und Frauen haben die gleichen Rechte, aber unterschiedliche Pflichten.
- Durch die gesetzliche Regelung für mehr Frauen in Führungspositionen werden Männer benachteiligt.
- Die Rolle der Frau in der Gesellschaft besteht darin, eine gute Hausfrau und Mutter zu sein.
- Im Bemühen um Gleichstellung von Mann und Frau schießt man über das Ziel hinaus.
- Gleichstellung von Frauen und Männern bedeutet mehr Gerechtigkeit (maskulistische Einstellung bei Ablehnung der These).
- Gleichstellungspolitik befasst sich noch nicht ausreichend mit den Bedürfnissen und Anliegen von Müttern (maskulistische Einstellung bei Ablehnung der These).
- Durch den Feminismus werden in unserer Gesellschaft die Männer systematisch benachteiligt und Frauen bevorzugt.

| Maskulistische Einstellung                            | Männer % | Frauen % | Gesamt % |
| ----------------------------------------------------- | -------- | -------- | -------- |
| Harter engerer Kern                                   | 01,0     | 00,1     | 00,6     |
| Weiterer Kreis Überzeugte                             | 05,3     | 01,4     | 03,4     |
| Empfänglich für einzelne maskulistische Einstellungen | 33,7     | 15,2     | 24,7     |
| Distanziert gegenüber maskulistischen Einstellungen   | 53,4     | 63,2     | 58,1     |
| Gegnerschaft gegenüber maskulistischen Einstellungen  | 06,6     | 20,1     | 13,2     |

Unter den Männern finden maskulistische Einstellungen (bildungs-)schichtübergreifend Anhänger und haben die höchste Verbreitung im Alter von 40–60 Jahren.
Maskulistische Positionen werden auch von politischen Nachrichtenmedien aufgegriffen, wodurch es zu Brückenschlägen zum Rechtsextremismus kommt.